# Gianfranco Ferré (azienda)
Gianfranco Ferré è stata una casa di moda italiana, fondata nel 1978; non è più attiva essendo in amministrazione straordinaria, mentre il marchio, non utilizzato, in Italia,  è di proprietà dalla holding di Dubai Paris Group.

## Storia

### Dalla nascita agli anni ottanta
Gianfranco Ferré fondò la sua azienda a Milano, con sede in dapprima in via Conservatorio e successivamente in via San Damiano, grazie ad un finanziamento dell'industriale Franco Mattioli (che con la sua "dei Mattioli"  fu produttore di capi in tessuto della casa). Nella sua trentennale storia, la casa ha creato diverse linee di abbigliamento (prima linea, casual, sportivo, low cost) e di accessori (borse, occhiali, profumi, accessori per la casa), registrando molti nuovi marchi e mutandone il nome nel tempo.
La prima collezione prêt-à-porter Gianfranco Ferré fu presentata nell'ottobre 1978 all'Hotel Principe di Savoia di Milano; fin dall'inizio, l'azienda fece ricorso alla collaborazione in licenza con sempre più aziende dei diversi settori, fino ad una esternalizzazione delle produzioni di abbigliamento prima e seconda linea, oltre ad accessori. Peraltro, le collezioni di oggetti simili venivano rinnovate frequentemente, con licenze concesse a soggetti sempre diversi, al punto che in certi periodi si trovavano sul mercato linee di accessori simili (alcuni in esaurimento, altri di nuova stagione) prodotte da terzisti diversi, rendendo difficile a posteriori l'expertise degli originali.
Nel 1980 fu creata la seconda linea, chiamata Oaks by Ferré, e due anni dopo la casa si trasferì in via della Spiga 19, mantenendo in via San Damiano lo show room. È l'anno della prima collezione uomo, presentata in quella sede sempre delegando l'effettiva realizzazione ad imprese artigiane: i capi in tessuto erano realizzati da "Redaelli", quelli in pelle da "La Matta", la maglia da "Maglificio di Vignola", la camiceria da "Boulevard", e le cravatte da "La seta Mantero".
Nel 1983 uscì la prima collezione jeans, “Gianfranco Ferré Jeans”, prodotto e distribuito da Italiana Manifatture. Poco tempo dopo l'attività si espanse anche agli accessori, con il lancio del primo profumo per donna (Gianfranco Ferré Donna, prodotto e distribuito da Diana De Silva)  e di una linea di occhiali, in collaborazione con Safilo. Il debutto nell'alta moda avvenne con la collezione “Gianfranco Ferré Night”.
Il 1986 fu l'anno della collezione “Gianfranco Ferré Alta Moda” autunno-inverno 1986/1987, presentata sulla scalinata di Trinità dei Monti in piazza di Spagna, a Roma. La linea fu denominata Gianfranco Ferré Couture Linee. In aggiunta, furono posti in vendita gli orologi “Gianfranco Ferré Montres”, prodotti e distribuiti da Class.
Nel 1987 - grazie ad un accordo con la ditta Marzotto - vengono distribuite le linee Studio 001 by Ferré. Nel 1988 vengono disegnate e presentate le pellicce Fourrures Linee, in collaborazione con un'azienda milanese del settore, la Mondialpelli. Contemporaneamente si lancia una linea di aguglieria: “Ferré e Lana Gatto - Tollegno dal 1900”, prodotta da Filatura e Tessitura di Tollegno.
Nel 1989 viene presentata la collezione Forma O by GFF, abbigliamento femminile per taglie forti, e la Red Label Linee, oversize maschile, prodotta e distribuita da Marzotto, alla collezione Autunno/Inverno 1989-90 per Lana Gatto, che sfilò a Firenze durante Pitti Filati e alla prima collezione di ceramiche. Sotto il marchio GFF - il cui logo è contenuto in un rettangolo - viene anche prodotta la profumeria ed i cosmetici.

### Gli anni novanta
Nel 1991 viene presentata la prima linea di biancheria per la casa denominata "I corredi" e prodotta da Bellora. Nell'accessoristica, vengono fatti realizzare a marchio e venduti oggetti da scrittura. Viene lanciato il profumo "Ferré by Ferré".
Nel 1993, dalla collaborazione con la ditta milanese Ombrelli Lanzetti, nasce la prima collezione di ombrelli che completano la lista degli accessori.
Nel 1996 viene lanciata anche una nuova linea di abbigliamento casual per uomo e donna, la GIEFFEFFE/GFF. Con lo stesso marchio, viene presentato un profumo. Sempre nel 1996 è la volta delle linee Jeans e Sport prodotti da ITJ-Ittierre; è questo il periodo in cui si finalizza - con Ittierre s.p.a., la holding di Isernia di Tonino Perna - il primo accordo dell'azienda che non riguardi la produzione di singole linee o tipologie di abbigliamento, bensì esternalizzi ad una sola azienda l'intera attività di produzione capi della seconda linea, marchiato Ittierre in etichetta. Si continua a riservare alla fabbrica ITC s.r.l. di Bologna - già acquisita dalla Ferré  -  il solo ruolo della prototipazione rapida per entrambe le linee (prima e seconde); la prima linea abiti prosegue nell'essere confezionata - con la sola label del marchio Ferrè - da laboratori sartoriali esterni, al pari degli accessori. La stessa Ferré, poco dopo, si unisce alla Ittierre,  gruppo con il quale verrà realizzata nel 2003 una prima collezione GF FERRÉ, marchio che sostituirà GF Jeans e GFF. Il tutto verrà poi accorpato nelle cosiddette "White Label Line" e “Gianfranco Ferré Red” line.
Nel 1997 vengono lanciate ulteriori linee informali a basso prezzo: la Gianfranco Ferré Studio per uomo e donna e la Gianfranco Ferré Forma. Contestualmente, si rinnova la gamma profumi: debuttano le essenze “GFF Gianfranco Ferré” Uomo e Donna, prodotti e distribuiti da Diana De Silva. Nel 1998 esce il profumo “Gianfranco Ferré 20”, in celebrazione dei 20 anni della maison.
Nel 1999 - infatti -  pur mantenendo l'atelier di via della Spiga, creative, amministrative e commerciali si trasferiscono presso la nuova sede di ex Palazzo Gondrand, in via Pontaccio 21. Ferré si separa dal socio storico Mattioli, proprio nel periodo di massima espansione del marchio, con oltre 400 punti vendita di abbigliamento e 1500 di accessori, fra sedi, negozi di proprietà ed in franchising.

### Gli anni duemila

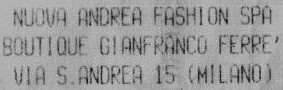
Intestazione Nuova Andrea Fashion

Nel 2000 debutta la collezione bambini, prodotta da Valtib ed il profumo “Ferré Pontaccio 21″. I profumi - al pari delle altre linee - saranno rinnovati e sostituiti con frequenza elevatissima: nel 2003 sarà la volta dell "Essence d’Eau”, nel 2004 del “GF FERRÉ LEI” e “GF FERRÉ LUI”,  nel 2005 di “Eau de Cologne Ferré Bergamotto Marino” e “Ferré Eau de Parfum”, e nel 2006 “FERRÉ for man”. Nel 2007 escono “GF FERRÉ blue musk” e “FERRÉ Rose”.
Viene rilasciata - nel 2000 - anche una nuova linea sartoriale, maschile, prodotta da Saintandrews.
I primi anni 2000 rappresentano la massima espansione produttiva, per differenziazione, della casa. Si succedono continuamente nuove linee di abiti ed accessori in sostituzione o aggiunta alle precedenti, stringendo nuovi accordi con aziende terze. É il caso dell'ottica: nel 2002 viene redatto un accordo con Allison per produrre e distribuire gli occhiali a marchio Ferré” (con linee che cambieranno continuamente: "pure magnesium" nel 2003, "GF FERRÉ" nel 2004). Contemporaneamente, viene finalizzato un nuovo accordo di licenza con ITF, per confezionare e distribuire la profumeria futura.
Intanto, nel 2002 la Ferré s.p.a. era stata ceduta alla IT Holding, che controllava anche la Ittierre s.p.a.. Era nello stesso anno che, presso lo showroom di via Sant'Andrea 15, veniva inaugurata una SPA, denominata E'Spa. Sviluppata su progetto di Ezio Riva, dotata di varie stanze, fontane, docce sensoriali ed aromatiche, era arredata con accessori spesso studiati ad hoc, e si estendeva per circa 200 mq, volutamente condividendo l'ingresso con la boutique; il suo obiettivo avrebbe dovuto essere quello di integrare un'esperienza di allontanamento dallo stress proprio mentre si compivano acquisti.
In questo periodo la politica industriale di Tonino Perna porta ad una netta divisione nella produzione. Fino a quel momento, la Ittierre aveva confezionato solamente la seconda linea (capi più economici) di abbigliamento Ferré, mentre la prima linea di capi veniva cucita presso laboratori sartoriali esterni; il progetto di Perna, acquisita la maison, era quello di portare anche la prima linea di produzione presso i laboratori di Ittierre. I manager e le maestranze di Ittierre, abituati a ragionare su seconde linee, non si rivelarono però adeguati agli standard qualitativi necessari e richiesti. Fu così che la seconda linea venne continuata ad essere prodotta da Ittierre mentre, per la prima linea, dovette essere aperto un altro laboratorio, a Bologna, con ben 80 sarte, presso la sede della ITC, in sostituzione delle commesse esterne. Nulla cambia per gli accessori, prodotti da laboratori esterni licenziatari.
In tal senso, nel 2005 l'azienda - tramite un ulteriore accordo con Global Watch Industries - stilizza e vende anche una nuova linea di orologi. Vengono stipulati ulteriori accordi di licenza: con Mafrat per la produzione e la distribuzione della nuova linea GF FERRÉ bimbo, e con Montelpare per la produzione e distribuzione di calzature “GF FERRÉ bimbo”.
Nel giugno del 2007 muore Gianfranco Ferré; nel 2009 la IT Holding entra in amministrazione straordinaria a causa degli eccessivi debiti contratti con le banche. La gestione commissariale di It Holding scopre la situazione finanziaria della stessa Ferré s.p.a. le cui performances non sono eccezionali e le cui azioni sono possedute dalle banche in pegno dei debiti. Contemporaneamente entrano in crisi anche le varie controllate, fra le quali la Ittierre s.p.a., alla quale Ferré delegava peraltro, fin dagli anni ottanta, parte della propria produzione. La Ferré s.p.a. entra viene presto dichiarata, a sua volta, in amministrazione straordinaria, il 24 febbraio 2009.
La gestione commissariale mostra dei limiti imprenditoriali; molti negozi vengono chiusi e non si pensa ad effettuare alcun rilancio o investimento. Oltre a questo, molti debiti vengono saldati tramite restituzione di merce vecchia, al disotto quindi del valore nominale dichiarato. Parte delle linee di accessoristica non viene rinnovata, così da non portare a nuovi lanci nei settori dell'ottica, dei profumi, delle calzature, ed altri. Per l'accessoristica già in produzione, poi, molti accordi di licenza esistenti non sono rinnovati alle loro scadenze, portando all'esaurimento di ulteriori linee. Viene invece firmata, il 10 novembre 2010, una licenza globale con il licenziatario Lure per la Cina ed altri 14 paesi che copre tutti gli oggetti, privando Ferré di una delle zone a più grosso introito.
Nel 2010 viene presentata l'ultima nuova linea accessoristica di rilievo: i gioielli denominati Jewellery Collection, in occasione della linea donna primavera-estate 2010. Nello stesso anno, i commissari, prendendo atto dei ritardi nel pagamento dei canoni, procedono alla richiesta di disdetta del contratto d'affitto per la sede di via Pontaccio, rimasta di proprietà della famiglia Ferré.

### Gli anni duemiladieci
L'11 marzo 2011 il complesso Aziendale Ferré viene diviso: da una parte, i beni immobili di Milano e la Gianfranco Ferré s.p.a. in A.S. restano in mano alla gestione commissariale, cessando successivamente ogni attività, mentre - attraverso un contratto di cessione del Complesso Aziendale Ferré - il marchio ed il resto dell'azienda vengono assegnati ad un gruppo di imprese con a capo il gruppo di Dubai Paris Group, che sostituisce i designer, ed altro personale,  con l'intento di impegnarsi in una ristrutturazione globale: l'acquisto, per 8 milioni di euro (con 13 milioni di debiti) impegna infatti l'acquirente a mantenere il marchio in Italia per almeno 24 mesi, investire 100 milioni di euro per il rilancio, aprire nuovi negozi e assumere personale italiano.
L'azienda è in crisi: mentre i creditori premono, risulta difficile riscuotere le royalties dai licenziatari per i diversi paesi nei quali il marchio è commercializzato. La fabbrica di modelleria, cad e sartoria della ITC di via Stendhal 33 a Bologna viene progressivamente dismessa nel 2012, inizia una chiusura progressiva dei negozi, e - anche su questo punto - la gestione commissariale si scontra con la proprietà in un reciproco scambio di accuse che culmina in una richiesta - rigettata - di sequestro del marchio da parte della gestione commissariale. Certo è che - fra gestione commissariale e azioni della nuova proprietà - l'azienda è in fase terminale: la collezione autunno-inverno 2011-2012 è l'ultima collezione completa del settore uomo ad essere presentata, mentre le diverse linee di altro abbigliamento e quelle restanti di accessori progressivamente cessano di essere immesse sul mercato. L'intero ciclo produttivo è infine delocalizzato all'estero.
Nel 2012 l'azienda muta nome in Paris Group srl. Gianfranco Ferré diviene - quindi - solamente un marchio. Durante la settimana della moda del 2012 la sede storica di Ferré a Milano, in via Sant'Andrea, rimasta in conduzione alla IT Holding, è stata abbandonata il 4 luglio, sottoposta a procedura di sfratto da parte della società proprietaria, la Rivetex di Jean Reynaud; le strutture e gli arredamenti, compresi quelli della Espa, furono poi smantellati e demoliti per ristrutturare gli ambienti, alla luce del subentro dei nuovi inquilini. Il negozio principale di Milano, in via della Spiga, in affitto, viene ugualmente restituito dalla nuova proprietà, e lo stesso accade per i superstiti negozi in Italia e nel mondo. La collezione primavera-estate 2013 donna viene quindi presentata - in tono minore - in via Pontaccio, prima della riconsegna del palazzo alla proprietà di Alberto Ferré. L'anno si chiude negativamente: 23,6 milioni di euro di ricavi e 8,1 milioni di euro di perdita per il gruppo. E 9,9 milioni di euro di ricavi con 2,2 milioni di euro di perdita per la oramai chiusa Itc.
Se nel corso degli anni precedenti le aree di moda coperte da nuove presentazioni di Ferré si erano ridotte, alla fine del 2013 viene abbandonato anche lo styling da uomo e le vendite di abiti; licenziati i designers, a Milano viene presentata, nel settembre del 2013, la collezione primavera-estate 2014, riguardante il solo abbigliamento pret-a-porter femminile. L'evento costituirà l'ultima collezione in assoluto della casa e l'atto di cessazione di quella che era la Ferré in Italia. Da quel momento in poi, e durante lo stesso anno, le poche attività sono gestite direttamente dalla Paris Group, e le ulteriori operazioni effettuate sul territorio nazionale sono di natura prettamente finanziaria: nel luglio 2013 l'azienda viene ridenominata Cti srl e a settembre viene fusa con la Itc di Bologna.

### Dalla chiusura a oggi
All'inizio del 2014 la Paris Group di Dubai annuncia la chiusura definitiva di qualunque attività imputabile alla ex Ferré; si tratta di un'azione formale dato che da tempo non vi era - neppure da parte della Paris Group -  più alcun sviluppo,  produzione, oggetti da vendere, né distribuzione a nome Ferré. Quel che resta della CTI-ITC viene liquidato; il marchio ed i vari sottomarchi sono mantenuti dalla proprietà (alcuni anche rinnovati - in Italia - per mezzo di rappresentanti legali) ma non utilizzati, né concessi in licenza.  La stessa Paris Group ha successivamente eliminato il marchio Ferré dal proprio portfolio.  Nel frattempo, il vecchio magazzino dell'invenduto di Ferré, rimasto ad Ittierre s.p.a., e con oltre 100 000 capi, sequestrato presso gli stabilimenti di Pettoranello per una sospetta contraffazione degli stessi, viene dissequestrato dalla Corte di Cassazione, restando al centro di una diatriba giudiziaria fra creditori e proprietà.  Per quanto riguarda la parte degli asset rimasti sotto il controllo della IT Holding, privi del permesso d'utilizzo del marchio, è tuttora in corso la procedura liquidatoria.
Il marchio Ferré e i suoi sottomarchi, in possesso di Paris Group, sono in uso solamente per attività di vendita finale nel Burjuman e nel Dubai Mall, anche se non risultano nuove collezioni o produzioni. Le licenze concesse nel 2010 dalla gestione commissariale sono peraltro scadute. 
Per ricordare lo stilista, è stata creata la fondazione che porta il suo nome, in cui sono confluiti l'archivio, i prototipi, e tutto quanto non in possesso di Paris Group. L'enorme archivio personale di Ferrè e dell'azienda Ferrè di Milano, composto da prototipi di abiti, disegni, campioni, preservato dalla Fondazione e dalle famiglia, è stato poi donato, nel 2021, al Centro di Ricerca Gianfranco Ferrè creato appositamente presso il Politecnico di Milano, per essere preservato e reso fruibile in forma digitale.
L'azienda risulta tuttora in amministrazione straordinaria quale parte del gruppo IT Holding.
Sopravvive invece ancora nel 2017, con sede a Como, una branca dell'azienda, a suo tempo separatasi dalla casa madre, e dedicata alla produzione di arredamento ed accessori di arredamento: la GFF Home.